# 南投縣立草屯國民中學
南投縣立草屯國民中學簡稱草屯國中，是位於台灣南投縣的一所國民中學。

## 校史
草屯國中的前身是設立於1931年5月5日的草屯中堅青年養成所，屬於農業學校。該校修業期間二年，校舍借用草屯小學的教室，校長由該校校長常田裟吉兼任。1935年，李昌期捐款二萬元作為建校基金，於現址設立女子家政學校，和草屯中堅青年養成所合併，並於同年4月1日改為草屯農業家政專修學校，修業期間三年。草屯農業家政專修學校分農業與家政兩部上課，校長由常田裟吉繼續兼任。此時興建了昌期樓的一樓工程。
1941年3月30日，校名改為草屯實踐農業家政學校，校長則由崛田銀松繼任。同年4月1日又改為草屯實踐農業學校，由系川實擔任校長，附設農業青年學校男女二部合併上課。1945年10月，國民政府接收台灣，改派李禎祥代理校長。
1946年3月5日，改為台中縣立草屯初級農業職業學校。同年5月20日改為台中縣立草屯初級中學，並定該日為校慶紀念日。1950年10月25日奉令改為南投縣立草屯初級中學。
1958年9月，增設中寮分部，該部於10月1日正式上課，直至1962年12月25日獨立設校。
1958年，該校興建電腦教室一樓，1963年完成昌期樓二樓增建工程。1968年，因應實施九年國民教育，該校校名改為南投縣立草屯國民中學，同年增建南棟教室二樓三間教室。1973年9月，設立附設國民中學補校習學校。
1997年5月，該校籃球場興建工程完成，同年八月成立了音樂實驗班，截至2017年是南投縣全縣唯一開設音樂班的國中。
1999年，由於九二一大地震，南邊教室大樓拆除，並加強育英樓耐震補強工程。

## 爭議
2006年，曾有家長在網路上檢舉該校實施能力分班（台灣於2004年起已禁止中小學實行能力分班制度），但遭校方與該校教師否認，並引起教育局介入調查。

## 外部連結
- 官方網站（页面存档备份，存于）